# Xã Palmer, Quận Sherburne, Minnesota
Xã Palmer (tiếng Anh: Palmer Township) là một xã thuộc quận Sherburne, tiểu bang Minnesota, Hoa Kỳ. Năm 2010, dân số của xã này là 2.354 người.